# Alain Ilan-Chojnow
Alain Ilan-Chojnow est un journaliste et écrivain français, auteur de roman policier. Il a également été producteur de télévision.

## Biographie
Alain Ilan-Chojnow entame sa carrière professionnelle dans les Années 70 en tant que journaliste en collaborant aux magazines Pilote et (À suivre) et parallèlement il devient producteur de télévision en concevant des émissions pour Antenne 2, notamment Carnets de bal (en coproduction avec l'INA), avec Jean-Louis Comolli à la réalisation, à partir de 1981. Toujours en 1981, il fait une expérience dans le cinéma en tant que comédien en tenant un second rôle dans le film l'Ombre rouge réalisé par Jean-Louis Comolli. Puis il conçoit des émissions pour TF1, notamment le magazine Modes d'emploi en 1985,.
En 1983, il publie son premier polar intitulé La Gambille chez Ramsay puis suit en 1994, un autre polar Trous de mémoire aux Éditions Denoël, dans la collection Sueurs froides.
Dans les années 2000, Alain Ilan-Chojnow vit à la Réunion et il occupe le poste de rédacteur en chef du journal Témoignages, le journal du PC réunionnais, fondé par Raymond Vergès en 1944. Cependant, en 2008, il est remercié par la direction, ce qui entraine une grève des salariés du journal, solidaires de leur rédacteur en chef .
Devenu retraité, il rentre dans l'Hexagone et se consacre à ses passions, la photo et l'écriture. En 2015, parait le polar Mazel tov ! chez Lemieux éditeur, premier tome de la série Sam Brown, puis en 2016, c'est la suite intitulée Casher connection, qui est publiée chez le même éditeur.

## Œuvre

### Romans
- La Gambille, Ramsay, 1983  (ISBN 2-85956-343-1)[5]
- Trous de mémoire, Éditions Denoël, coll. « Sueurs froides », 1994  (ISBN 2-207-24161-0)
- Mazel tov ! (Sam Brown T1), Lemieux éditeur, 2015  (ISBN 978-2-37344-034-8)[7]
- Casher connection (Sam Brown T2), Lemieux éditeur, 2016  (ISBN 978-2-37344-066-9)